# Mormo
Mormo is een geslacht van nachtvlinders uit de familie Noctuidae.

## Soorten
- Mormo cyanea Sugi
- Mormo maura (Linnaeus, 1758) - zwart weeskind
- Mormo muscivirens Butler, 1878
- Mormo nyctichroa Hampson, 1908
- Mormo olivescaria Swinhoe, 1897
- Mormo phaeochroa Hampson, 1908
- Mormo pintica Dognin, 1897
- Mormo venata Hampson, 1905